# A Caseira e a Catarina
A Caseira e a Catarina è una commedia ad atto unico di Ariano Suassuna, scritta nel 1962

## Trama
La trama parla di una donna tradita dal marito. Addolorata, fa un patto col diavolo e gli chiede di portarsi via il marito e l'amante.